# 烏薩科斯
烏薩科斯是非洲西南部國家納米比亞的城市，由埃龍戈區負責管轄，位於該國中部斯瓦科普蒙德東北140公里的坎河畔，建城於19042010年人口估計約3,000。
22°00′S 15°36′E / 22.000°S 15.600°E